# Renzo Furlan
Renzo Furlan (nacido el 17 de mayo de 1970 en Conegliano, Véneto) es un exjugador de tenis italiano, profesional desde el año 1988. 
Representó a Italia en los Juegos Olímpicos realizados en Atlanta, Estados Unidos, donde fue derrotado en los cuartos de final por el hindú Leander Paes. Cuatro años antes, en los Juegos Olímpicos de Barcelona 1992, perdió en tercera ronda ante el español Jordi Arrese por un marcador de 4-6, 3-6 y 2-6. El diestro jugador alcanzó su mejor ranking ATP en individuales, el 15 de abril de 1996, cuando alcanzó el lugar 19 del ranking.

## Títulos

### Individuales
| Leyenda                |
| Grand Slam (0)         |
| Tennis Masters Cup (0) |
| ATP Masters Series (0) |
| ATP Tour (2)           |

| N.º | Fecha               | Torneo     | Superficie    | Oponente en la final | Resultado   |
| --- | ------------------- | ---------- | ------------- | -------------------- | ----------- |
| 1.  | 31 de enero de 1994 | San José   | Dura          | Michael Chang        | 3-6 6-3 7-5 |
| 2.  | 14 de marzo de 1994 | Casablanca | Tierra batida | Karim Alami          | 6-4 6-2     |

### Finalista en individuales
- 1992: Bolonia (pierde ante Jaime Oncins)
- 1992: Turín (pierde ante Franco Davín)
- 1993: San Marino (pierde ante Thomas Muster)
- 1995: Pekín (pierde ante Michael Chang)
- 1997: San Petersburgo (pierde ante Thomas Johansson)

### Clasificación en torneos del Grand Slam
| Torneo               | 2003 | 2002 | 2001 | 2000 | 1999 | 1998 | 1997 | 1996 | 1995 | 1994 | 1993 | 1992 | 1991 | 1990 | 1989 |
| -------------------- | ---- | ---- | ---- | ---- | ---- | ---- | ---- | ---- | ---- | ---- | ---- | ---- | ---- | ---- | ---- |
| Abierto de Australia | 2r   | -    | -    | -    | -    | 1r   | 3r   | 4r   | 3r   | 1r   | -    | 1r   | 1r   | -    | -    |
| Roland Garros        | -    | -    | -    | -    | -    | -    | 1r   | 3r   | QF   | 1r   | 2R   | 1r   | 1r   | -    | 1r   |
| Wimbledon            | -    | -    | -    | -    | -    | -    | 2r   | 3r   | 1r   | 1r   | -    | -    | 1r   | -    | -    |
| US Open              | -    | -    | -    | -    | -    | -    | 1r   | 1r   | 3r   | 1r   | 2r   | 1r   | -    | -    | -    |

### Finalista en individuales
- 1994: San Marino (junto a Jordi Arrese pierden ante Neil Broad y Greg Van Emburgh)